# Die Antwoord
Die Antwoord (prononciation : /di.'ant.vɔrt/ ; en afrikaans : « la réponse »), est un groupe de hip-hop-rave sud-africain, originaire du Cap. Il est issu du mouvement contre-culturel zef. Il est composé de trois membres : Ninja, Yolandi Visser (stylisé Yo-landi Vi$$er) et DJ Hi-Tek (pendant un temps rebaptisé God). Le groupe se décrit lui-même comme un mélange de plusieurs cultures différentes et comme « une adorable entité bâtarde d’Afrique du Sud, issue de l’amour de plusieurs cultures, noires, blanches, colorées ».
La réputation du couple Watkin Tudor Jones, alias « Ninja », et Anri du Toit, alias « Yolandi Visser », est marquée par des accusations d’homophobie et de maltraitance de leurs enfants.

## Histoire

### Débuts
Le groupe Die Antwoord, formé en 2008, se compose des artistes Ninja, Yolandi Visser (Anri du Toit de son vrai nom), et DJ Hi-Tek,.
Le chanteur de Die Antwoord, Ninja (de son vrai nom Watkin Tudor Jones), fait partie intégrante de la scène rap d'Afrique du Sud depuis 1995. Il a participé à des projets tels que The Original Evergreen, MaxNormal.TV et The Constructus Corporation. Il est connu pour adopter fréquemment de nombreux noms de scène. Dans le cas de Die Antwoord, son personnage est Ninja : un « redneck tatoué » au caractère agressif, très différent de ses précédents personnages[réf. nécessaire]. Lorsqu'on lui demande si Ninja est un personnage, il répond : « Ninja est, comment dire, ce que Superman est à Clark Kent. La seule différence est que je ne quitte jamais ce putain de costume, c'est ce que je suis, pour le meilleur et pour le pire […] si ça vous dérange, c'est votre putain de problème ».

### De$O$àTen$ion
Dans un entretien avec le magazine Exclaim!, le groupe a expliqué qu'il a l'intention de faire cinq albums. Die Antwoord a tourné un court métrage intitulé Umshini Wam avec le cinéaste américain Harmony Korine. Leur album $O$ peut être écouté gratuitement sur leur site officiel. Il a été réalisé avec des rappeurs du Cap tels que Garlic Brown, connu également sous le nom de Knoffel Bruin, Scallywag, Isaac Mutant, Jack Parow et Jaak Paarl, également connu sous le nom de Jaak.
En 2009, le cinéaste sud-africain Rob Malpage a tourné — avec la coréalisation de Ninja — la vidéo de leur single Enter the Ninja. Neuf mois plus tard, leur hébergeur sud-africain, Hetzner (en), a mis hors service son site pour cause de consommation excessive de bande passante du fait de la popularité du site qui compta vite plusieurs millions de visites. Le groupe a été contraint de déplacer son site vers un hébergeur aux États-Unis pour mieux gérer le trafic. La vidéo d'Enter the Ninja présente également Leon Botha (DJ Solarize), un éminent artiste du Cap et la plus vieille personne atteinte de progéria, décédé depuis, le 5 juin 2011.
L'album Tension sort le 7 février 2012 et est annoncé comme un des albums de l'hiver par le magazine Spin. À partir de 2012, plusieurs clips sur YouTube sortent de la confidentialité en dépassant régulièrement les dix millions de vues sur la plateforme vidéo appartenant à Google, notamment I Fink U Freeky (plus de 153 millions de vues en juin 2020) dont le clip a été réalisé par Roger Ballen, Baby's on Fire ou encore Enter the Ninja.

### Nouveaux albums
À la fin 2013, le groupe tourne dans Chappie, un film réalisé par Neill Blomkamp, avec notamment Hugh Jackman et Sigourney Weaver au casting. Le film est sorti en mars 2015.
En février 2015, Die Antwoord annonce s'associer avec DJ Muggs de Cypress Hill. Le 19 mai 2016, le duo sort une mixtape intitulée Suck on This sur SoundCloud,. La mixtape est produite par DJ Muggs, God (indiqué être DJ Hi-Tek), et The Black Goat. La liste des titres comprend notamment Dazed and Confused, Bum Bum, et Gucci Coochie, une collaboration avec Dita von Teese.
En 2016, Die Antwoord sort son quatrième album intitulé Mount Ninja and Da Nice Time Kid, sous le label Zef Recordz. Die Antwoord est alors en tournée internationale nommée Love Drug. Début 2017, Die Antwoord annonce la sortie de leur dernier album, intitulé The Book of Zef, en septembre 2017, et prévoit ensuite de se séparer définitivement. Leur premier single, Love Drug, est publié le 5 mai

## Style musical
La musique de Die Antwoord incorpore de nombreux éléments de la culture zef. « Zef » est un terme d'argot sud-africain qui décrit un style de vie à la fois moderne, trash et comportant des passages « démodés »[réf. à confirmer]. Les paroles de leurs chansons sont en afrikaans, en xhosa et en anglais,. La musique de Die Antwoord est parfois qualifiée de « post-gabber ».

## Polémiques et accusations
Le groupe a été accusé d'avoir volé le travail de plusieurs artistes qu'ils auraient auparavant drogués afin de définir le style visuel de Die Antwoord. Le 7 mars 2019, la rappeuse Zheani Sparkes sort un nouvel EP, dans lequel le titre final, The Question, prétend que Ninja aurait choisi Zheani pour sa ressemblance avec sa fille mineure et aurait pratiqué des "rites" sexuels avec elle après l'avoir tatouée. Une semaine après la sortie de la chanson, le groupe porte plainte contre Zheani pour diffamation.
En 2022, le fils adoptif de Ninja et Yolandi, Gabriel « Tokkie » du Preez, accuse le groupe de mauvais traitements, d'agressions sexuelles et d'esclavage sur lui et sa sœur Meisie dans une vidéo publiée sur YouTube ayant été depuis supprimée.
Ben Crossman, ex-cameraman du groupe Die Antwoord, a dévoilé une vidéo datant de 2012. Dans cette vidéo de 11 minutes, on voit Ninja et ¥o-landi courir après Andy Butler, le fondateur ouvertement gay de Hercules and Love Affair, et l’agresser à coups de crachats et d’insultes homophobes. Depuis, la vidéo a été supprimée d’Internet, et le groupe a clarifié les faits, indiquant qu'il ne s'agit en aucun cas d'homophobie mais d'un conflit existant entre Andy et eux-même. Mais cela n’a pas empêché plusieurs festivals (dont le Louder Than Life (en)) d'annuler la présence du groupe.

## Thèmes
Les thèmes abordés peuvent aller des classiques du gangsta rap dans le morceau Rich Bitch, à des sujets plus complexes tels que la dépression et l'oppression sociale abordés par exemple dans le titre Alien, ce qui montre l'habilité du groupe à aborder une grande variété de thématiques.
Le single Evil Boy aborde le thème de la controverse sur la circoncision et est une condamnation du rituel de la circoncision chez les Xhosas. Le nouveau membre, Wanga, un rappeur xhosa du Cap, rejette le rituel de passage à l'âge adulte chez les Xhosas qui se traduit notamment par la circoncision. Il choisit de rester non circoncis et de passer par conséquent pour un « mauvais garçon (« Evil Boy ») pour la vie »[réf. à confirmer].

## Discographie

### Albums studio
| Titre                                                                             | Détails | Meilleure position | Meilleure position | Meilleure position | Meilleure position | Meilleure position | Meilleure position | Meilleure position | Meilleure position | Meilleure position | Meilleure position | Meilleure position | Meilleure position | Meilleure position | Meilleure position |
| Titre                                                                             | Détails | ALL                | AUS                | FLA                | WAL                | CAN                | É-U                | É-U Dance          | É-U Rap            | ESP                | FRA                | ITA                | N-Z                | P-B                | SUI                |
| --------------------------------------------------------------------------------- | --- | ------------------ | ------------------ | ------------------ | ------------------ | ------------------ | ------------------ | ------------------ | ------------------ | ------------------ | ------------------ | ------------------ | ------------------ | ------------------ | ------------------ |
| $O$                                                                               | - Sortie : 2009, 12 octobre 2010 (réédition) - Labels : Auto-réalisation, Cherrytree, Interscope - Formats : MP3, CD, téléchargement | —                  | 53                 | 67                 | —                  | —                  | 109                | 4                  | 14                 | —                  | —                  | —                  | —                  | —                  | —                  |
| Ten$ion                                                                           | - Sortie : 29 janvier 2012 - Label : Zef Records - Formats : CD, LP, digital                                                         | —                  | 38                 | 40                 | 156                | —                  | 143                | 8                  | 12                 | —                  | —                  | —                  | —                  | 87                 | 100                |
| Donker Mag                                                                        | - Sortie : 3 juin 2014 - Label : Zef Recordz - Formats : CD, digital                                                                 | 95                 | 11                 | 26                 | 53                 | 15                 | 37                 | 1                  | 5                  | —                  | 193                | —                  | 32                 | 49                 | 71                 |
| Mount Ninji and Da Nice Time Kid                                                  | - Sortie : 16 septembre 2016 - Label : Zef Recordz - Formats : CD, digital                                                           | 25                 | 18                 | 3                  | 14                 | 16                 | 34                 | 1                  | —                  | 64                 | 38                 | 53                 | 2                  | 40                 | 14                 |
| House of Zef                                                                      | - Sortie : 16 March 2020 - Label: Zef - Format: Digital download                                                                     | —                  | —                  | —                  | —                  | —                  | —                  | —                  | —                  | —                  | —                  |                    |                    |                    |                    |
| "—" denotes a recording that did not chart or was not released in that territory. | |                    |                    |                    |                    |                    |                    |                    |                    |                    |                    |                    |                    |                    |                    |
| « — » indique que l'album n'est pas classé dans le pays.                          | |                    |                    |                    |                    |                    |                    |                    |                    |                    |                    |                    |                    |                    |                    |

### EP
| Titre  | Détails                                                                              |
| ------ | ------------------------------------------------------------------------------------ |
| 5      | - Sortie : 27 juillet 2010 - Labels : Cherrytree, Interscope - Formats : CD, digital |
| Ekstra | - Sortie : 12 octobre 2010 - Label : Interscope - Format : Digital                   |

### Mixtape
| Titre        | Détails                                                           |
| ------------ | ----------------------------------------------------------------- |
| Suck on This | - Sortie : 19 mai 2016 - Labels : Zef Recordz - Formats : Digital |

### Singles
| Titre                 | Année | Meilleure position | Meilleure position | Album                |
| Titre                 | Année | AUT                | R-U                | Album                |
| --------------------- | ----- | ------------------ | ------------------ | -------------------- |
| Wat Pomp              | 2009  | —                  | —                  | $O$                  |
| Beat Boy              | 2009  | —                  | —                  | $O$                  |
| Enter the Ninja       | 2010  | 45                 | 37                 | 5                    |
| Fish Paste            | 2010  | —                  | —                  | 5                    |
| Evil Boy              | 2010  | —                  | —                  | $O$                  |
| Rich Bitch            | 2011  | —                  | —                  | $O$                  |
| Fok Julle Naaiers     | 2011  | —                  | —                  | Tension              |
| I Fink U Freeky       | 2012  | —                  | —                  | Tension              |
| Baby's on Fire        | 2012  | —                  | —                  | Tension              |
| Fatty Boom Boom       | 2012  | —                  | —                  | Tension              |
| XP€N$IV $H1T          | 2012  | —                  | —                  | Aucun                |
| Cookie Thumper!       | 2013  | —                  | —                  | Donker Mag           |
| Pitbull Terrier       | 2014  | —                  | —                  | Donker Mag           |
| Dazed and Confused    | 2016  | —                  | —                  | Mixtape Suck on This |
| Love Drug             | 2017  | —                  | —                  | The Book of Zef      |
| 2•GOLDEN DAWN•7       | 2018  | —                  | —                  | —                    |
| Everything is perfect | 2024  | —                  | —                  | —                    |

### Autres apparitions
| Titre                                             | Année | Album        |
| ------------------------------------------------- | ----- | ------------ |
| Spectacular (Seymour Bits featuring Die Antwoord) | 2010  | Seymour Bits |

### Clips vidéos
| Titre               | Année | Producteur(s)                             |
| ------------------- | ----- | ----------------------------------------- |
| Wat Pomp            | 2009  | Die Antwoord                              |
| Enter the Ninja     | 2010  | Rob Malpage                               |
| Evil Boy            | 2010  | Ninja et Rob Malpage                      |
| Rich Bitch          | 2011  | Kobus Holnaaier et Ninja                  |
| Fok Julle Naaiers   | 2011  | Ninja et Ross Garrett                     |
| I Fink U Freeky     | 2012  | Ninja                                     |
| Baby's on Fire      | 2012  | Ninja et Terence Neale                    |
| Fatty Boom Boom     | 2012  | Ninja, Terence Neale et Saki Fokken Bergh |
| Cookie Thumper!     | 2013  | Ninja                                     |
| Pitbull Terrier     | 2014  | Ninja                                     |
| Ugly Boy            | 2014  | Ninja                                     |
| Banana brain        | 2016  | Julia Schnurr                             |
| Fat Faded Fuck Face | 2016  | Yolandi Visser                            |
| Love Drug           | 2017  | Ninja et Yolandi Visser                   |
| Alien               | 2018  | Ninja                                     |
| DntTakeMe4aPoes     | 2019  | Yolandi Visser et Jon Day                 |

## Filmographie
- 2015 : Chappie